# Orion (Metallica)
Pour les articles homonymes, voir Orion.
Pistes de Master of Puppets
Leper Messiah (06) Damage, Inc. (08)
Orion est un morceau instrumental de l'album Master of Puppets du groupe de thrash metal Metallica, sorti en 1986. Le morceau dure 8:27 minutes et est la septième piste de l'album. Sa composition est due en grande partie au bassiste de Metallica Cliff Burton.
N'ayant pas reçu de nom, il a été appelé Orion, car les membres du groupe le trouvaient nébuleux.
Ce morceau a été joué lors de l'enterrement de Cliff Burton.
Le morceau n'a été joué entièrement en live qu'à partir du Rock Am Ring 2006, pour fêter les 20 ans de l'album.

## Description
Ce morceau est exclusivement instrumental, avec un riff principal qui revient en début et en fin de morceau, autour d'un « break » central dans lequel la basse commence seule avant d'être rejointe par la guitare principale, ce qui crée un jeu de réponse entre les deux instruments.
Le break central fut d'abord placé à la toute fin de la chanson Welcome Home (Sanitarium) du même album. 
Orion est l'un des derniers témoignages du talent de Cliff Burton. Il est à noter que le second solo de guitare est interprété par James Hetfield.

« Tout a commencé lorsque Cliff s'est mis à répéter seul ce morceau qu'il venait de composer. On a pris nos instruments et on jammé là-dessus. On a écrits les riffs, on a travaillé les harmonies en gardant, bien sûr, intacte la trame que Cliff avait mise au point, et le tour était joué. On l'a même rejoué, un peu plus tard, dans le studio avec des paroles. Au début, on voulait l'appeler "Instrumental with vocals", mais finalement on a décidé de replacer le chant par une guitare supplémentaire. »

— Lars Ulrich

« Comme le sujet reste l'espace, puisqu'ORION est une planète, un dieu aussi, on s'est dit qu'il valait mieux le laisser instrumental car on sait bien que dans l'espace, personne ne vous entend crier ! »

— Cliff Burton

## Reprise
- Orion a été repris par Rodrigo y Gabriela dans leur album Rodrigo y Gabriela ;
- La chanson a été reprise par Mastodon à la demande de Kerrang! pour le 20e anniversaire de Master of Puppets et publiée dans leur album Medium Rarities en 2020[2] ;
- Orion a été jouée par Dream Theater en concert à Barcelone en 2002 ;
- Le groupe Decrepit Birth a également réalisé une reprise, présente sur une édition de l'album Axis Mundi (album) (en).